# Dioscorea biloba
Dioscorea biloba är en enhjärtbladig växtart som först beskrevs av Rodolfo Amando Philippi, och fick sitt nu gällande namn av Lizabeth R. Caddick och Paul Wilkin. Dioscorea biloba ingår i släktet Dioscorea och familjen Dioscoreaceae.

## Underarter
Arten delas in i följande underarter:
- D. b. biloba
- D. b. coquimbana